# 青嶼幹線
22°21′00″N 114°04′11″E / 22.349963°N 114.0697006°E
青嶼幹線（英語：Lantau Link）是香港8號幹線的一部份，連接位於大嶼山及青衣島。全線均為三線雙程分隔公路。
青嶼幹線於1997年4月27日由前英國首相戴卓爾夫人、時任香港總督彭定康和布政司陳方安生主持開幕儀式，5月22日正式通車。
青嶼幹線曾經是唯一連接大嶼山和香港其他地區之陸路通道，直至屯門赤鱲角隧道公路在2020年12月27日通車為止，由青馬大橋（連接青衣與馬灣）、馬灣高架道路及汲水門大橋（連接馬灣與大嶼山）組成。幹線全長3.5公里，分上下兩層行車。兩條橋的露天上層為三線雙程分隔快速公路，有蓋的下層則為兩條港鐵機場快綫和東涌綫的路軌，以及兩條供緊急時使用的單線行車道路。車速限制為每小時80公里，而下層行車道路為每小時50公里。
在正常情況下，下層行車道路不會開放使用。只會在特別情況下，例如路段實施強風管制措施，或發生嚴重交通事故，上層道路受到阻塞或單車節封閉等，隧道交通督導員才會開放下層通道予公眾使用。下層行車道路並沒有與馬灣連接，往九龍方向亦不能利用青沙公路往沙田，須途經長青隧道、青葵公路及呈祥道前往尖山隧道。

## 收費
青嶼幹線現時免費通行。
青嶼幹線於通車至2020年12月26日為收費道路，曾是唯一連接大嶼山和香港其他地區之陸路通道，為節省行車時間及人手，政府於1997年2月14日決定青嶼幹線採用單程收費的安排，直至有另一條通往大嶼山的行車道可供使用為止，駕車人士駛經收費廣場進入大嶼山時，可直接駛過收費亭而毋須停車繳費，來回方向過路費會在車輛離開大嶼山時於市區方向之收費亭一次過徵收。由於部份駕駛者不熟習有關安排而於收費亭停車，釀成多宗意外，後來當局將西行（往大嶼山／香港國際機場方向）的五個收費亭拆除；至於經馬灣收費站，東行（往市區／新界方向）不須繳費，西行（往馬灣方向）則須繳付上述收費的兩倍。
隨着2018年港珠澳大橋啟用，2017年8月20日凌晨零時起，青嶼幹線恢復雙向收費。原有被拆除之收費亭亦於同年12月底前重置。
2017年12月31日起，駕車人士可以在青嶼幹線位於大嶼山的人手收費亭，以八達通或本地發行的非接觸式信用卡（包括Visa payWave、感應式Mastercard及銀聯閃付）拍卡繳付過橋費。
政府於2019年的施政報告中，宣布在2020年通車的屯門赤鱲角隧道公路將不會收費，不再是連接大嶼山和機場的唯一對外道路的青嶼幹線亦會取消道路收費。最終，2020年12月27日凌晨零時起，屯門赤鱲角隧道公路通車前8小時，青嶼幹線取消道路收費，從此駕車人士可以免費進出大嶼山。

### 歷年收費
| 分類 | 車輛類別                            | 車輛類別                            | 1997年5月22日 至 2017年8月19日 （來回收費）                              | 2017年8月20日 至 2019年2月16日 （單程收費）                              | 2019年2月17日 至 2020年12月26日 （單程收費）                             | 2020年12月27日起 |
| ---- | ----------------------------------- | ----------------------------------- | ------------------------------------------------------------------------ | ------------------------------------------------------------------------ | ------------------------------------------------------------------------ | ---------------- |
| 1    | 電單車／機動三輪車                  | 電單車／機動三輪車                  | HK$20                                                                    | HK$10                                                                    | HK$10                                                                    | 免費             |
| 2    | 私家車／的士                        | 私家車／的士                        | HK$30                                                                    | HK$15                                                                    | HK$15                                                                    | 免費             |
| 3    | 公共及私家小型巴士                  | 公共及私家小型巴士                  | HK$40                                                                    | HK$20                                                                    | HK$20                                                                    | 免費             |
| 4    | 總重5.5公噸或以下的輕型貨車         | 總重5.5公噸或以下的輕型貨車         | HK$40                                                                    | HK$20                                                                    | HK$20                                                                    | 免費             |
| 5    | 總重5.5至24公噸的中型貨車           | 總重5.5至24公噸的中型貨車           | HK$50                                                                    | HK$25                                                                    | HK$25                                                                    | 免費             |
| 6    | 總重超逾24公噸的重型貨車            | 總重超逾24公噸的重型貨車            | HK$80                                                                    | HK$40                                                                    | HK$40                                                                    | 免費             |
| 7    | 公共及私家單層巴士                  | 非專營                              | HK$40                                                                    | HK$20                                                                    | HK$20                                                                    | 免費             |
| 7    | 公共及私家單層巴士                  | 專營                                | HK$40                                                                    | HK$20                                                                    | 免費                                                                     | 免費             |
| 8    | 公共及私家雙層巴士                  | 非專營                              | HK$60                                                                    | HK$30                                                                    | HK$30                                                                    | 免費             |
| 8    | 公共及私家雙層巴士                  | 專營                                | HK$60                                                                    | HK$30                                                                    | 免費                                                                     | 免費             |
| 9    | 掛接車輛                            | 掛接車輛                            | HK$80                                                                    | HK$40                                                                    | HK$40                                                                    | 免費             |
| 10   | 拖曳另一車輛的車輛                  | 拖曳另一車輛的車輛                  | 相等於對所涉及的兩輛車輛的類型或類別所適用的款額的使用費的總和           | 相等於對所涉及的兩輛車輛的類型或類別所適用的款額的使用費的總和           | 相等於對所涉及的兩輛車輛的類型或類別所適用的款額的使用費的總和           | 免費             |
| 11   | 拖曳一輛拖車的車輛 （掛接車輛除外） | 拖曳一輛拖車的車輛 （掛接車輛除外） | 相等於對該車輛的類型 或類別適用的款額的使 用費以及就該車輛而須 付的HK$30 | 相等於對該車輛的類型 或類別適用的款額的使 用費以及就該車輛而須 付的HK$15 | 相等於對該車輛的類型 或類別適用的款額的使 用費以及就該車輛而須 付的HK$15 | 免費             |

## 使用情況
| 年份 | 總行車架次 | 平均每日行車架次 |
| ---- | ---------- | ---------------- |
| 2021 | 17,686,845 | 48,457           |
| 2020 | 19,849,136 | 54,233           |
| 2019 | 35,560,953 | 97,427           |
| 2018 | 35,327,648 | 96,788           |
| 2017 | 34,077,056 | 93,362           |
| 2016 | 32,121,743 | 87,764           |
| 2015 | 30,651,688 | 83,977           |
| 2014 | 28,386,792 | 77,772           |
| 2013 | 26,709,653 | 73,177           |
| 2012 | 25,139,219 | 68,686           |
| 2011 | 23,923,671 | 65,544           |
| 2010 | 22,672,072 | 62,115           |
| 2009 | 20,063,672 | 54,969           |
| 2008 | 20,651,031 | 56,424           |
| 2007 | 20,784,378 | 56,944           |
| 2006 | 19,783,091 | 54,200           |
| 2005 | 18,793,501 | 51,489           |
| 2004 | 17,553,296 | 47,960           |
| 2003 | 14,799,159 | 40,546           |
| 2002 | 15,030,028 | 41,178           |
| 2001 | 13,877,867 | 38,022           |
| 2000 | 13,852,104 | 37,847           |
| 1999 | 13,600,030 | 37,260           |
| 1998 | 9,405,440  | 25,768           |
| 1997 | 2,066,873  | 9,227            |

## 重大事故

### 2015年
2015年10月23日晚上約7時40分，幹線當中的汲水門大橋疑遭船隻撞及致大橋防震警報系統響起，須進行緊急檢查，青馬大橋上下層行車線（包括道路及鐵路）全面封閉，令大嶼山及赤鱲角機場對外陸路交通完全中斷，市民及旅客只能依賴渡輪服務出入大嶼山及機場，使不少旅客未能趕及航班致行程受阻，東涌居民也無法返家，約2小時後交通恢復。這是青嶼幹線自啟用以來最嚴重的事故。

### 2017年
2017年8月21日星期一早上，青嶼幹線重新實施雙向收費後首個工作天，出現大擠塞。由於配合屯門至赤鱲角連接路及港珠澳大橋啟用，有關方面需重置被拆除的13至16號收費亭至2017年12月，駕駛人士在工程期間只可使用餘下的收費亭進入大嶼山。在重新實施雙向收費後，只有2個自動收費亭及4個人手收費亭開放使用。據報道在8月21日早上7時過後，青嶼幹線進入大嶼山方向已開始出現車龍至汲水門大橋。之後在早上繁忙時間高峰期，車龍一直延伸至附近道路，當中新界西道路網一度出現長長車龍，最長至屯門公路近三聖墟、青朗公路近錦上路站，以及影響青衣北岸公路及荃灣區交通，大欖隧道亦罕有地需要實施間歇性封閉。大塞車情況直至當日早上10時過後才有改善，及後回復正常。
在大塞車期間，影響不少前往機場上班和外遊人士，甚至影響新界西部通勤的乘客。連帶影響巴士班次，據報道半日就已經引致龍運巴士及城巴共125班專營巴士班次脫班，當中九巴更一度調派車輛支援機場路線；另珀麗灣對外陸上交通亦大受影響，在同日加開數班來往荃灣的航班以應對塞車情況。
及後運輸署與警方商討交通符合道路安全情況下，在同日傍晚前臨時新增12及17號兩個人手收費亭，以及西行近巴士站的20號備用收費亭開放給專營巴士使用，可望減少擠塞情況。署理運輸署署長李萃珍亦就大塞車事件向市民不便表示歉意。

## 途經的公共交通服務

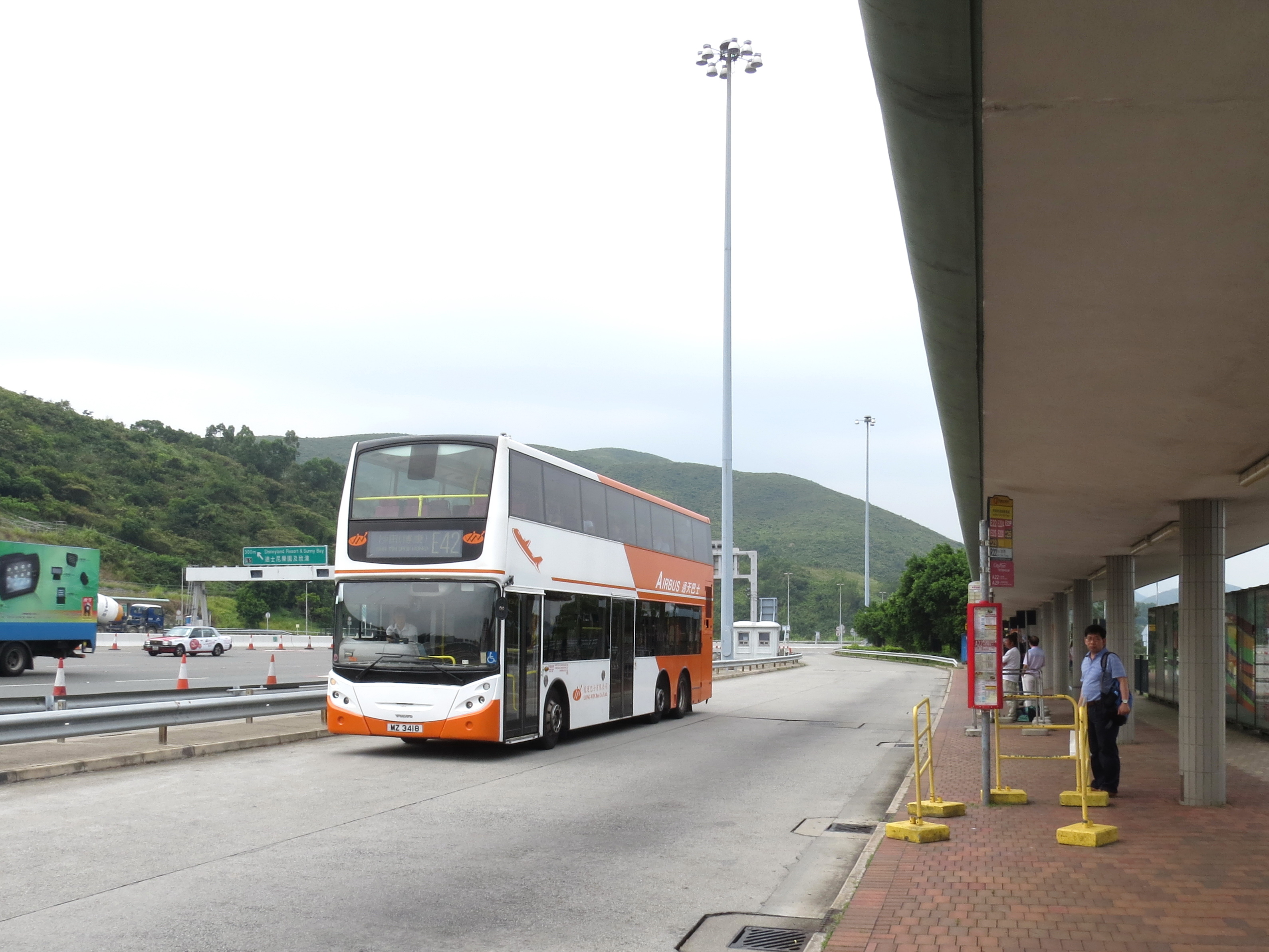
一輛東行的龍運E42線巴士駛經青嶼幹線收費廣場

## 外部連結
- 香港巴士大典上的相关条目：青嶼幹線
- 香港道路大典上的相关条目：青嶼幹線

| 论 编 | 香港8號幹線 |  |
| |             |  |
| 青沙公路（包括南灣隧道、昂船洲大橋、尖山隧道、沙田嶺隧道及大圍隧道） – 長青公路 – 青衣西北交匯處 – 青嶼幹線（包括汲水門大橋、馬灣高架道路、青馬大橋） – 北大嶼山公路 |             |  |
| |             |  |

| 论 编 | 青馬管制區 |  |
| |            |  |
| 3號幹線：青朗公路（只限汀九橋部分） - 青衣西北交匯處 - 長青公路 - 長青隧道 - 青葵公路 8號幹線：北大嶼山公路（只限欣澳以東部分）- 青嶼幹線（包括汲水門大橋、馬灣高架道路、青馬大橋） 其他道路：馬灣路、青衣北岸公路 |            |  |